# Semperella varioactina
Semperella varioactina är en svampdjursart som beskrevs av Konstantin R. Tabachnick och Claude Lévi 2000. Semperella varioactina ingår i släktet Semperella och familjen Pheronematidae.
Artens utbredningsområde är havet kring Nya Kaledonien. Inga underarter finns listade i Catalogue of Life.